# Rula Quawas
Rula Butros Audeh Quawas (Amán, 25 de febrero de 1960 - Amán, 25 de julio de 2017), conocida como Rula Quawas, fue una académica jordana, defensora de los derechos de las mujeres en su país y la primera académica en introducir cursos de feminismo en la Universidad de Jordania.

## Biografía
Quawas nació el 25 de febrero de 1960 en Amán, la capital de Jordania. Se educó en la Escuela para niñas Al Ahliyyah. Obtuvo la Licenciatura en Letras en 1981 y el Máster en Artes en 1991, ambos en la Universidad de Jordania. Se doctoró en la Universidad del Norte de Texas.
Regresó a su país para ejercer como profesora de la Universidad de Jordania durante más de veinte años. Entre sus áreas de trabajo se encontraba la literatura feminista. Fue la primera profesora en impartir cursos feministas en el Departamento de Inglés de esta institución. Fundó el Centro de Estudios de la Mujer de la universidad en 2006, siendo directora desde su creación hasta 2008. Fue Decana de la Facultad de Lenguas Extranjeras de la Universidad de Jordania de 2011 a 2012.
Quawas falleció el 25 de julio de 2017 en Amán, de una ruptura aórtica y paro cardiorrespiratorio.